# Della mercatura e del mercante perfetto
Della mercatura e del mercante perfetto, ki ga je leta 1458 napisal Benedikt Kotruljević (Benedetto Cotrugli), je bil prvi knjigovodski rokopis in trgovski priročnik. Rokopis je leta 1573 v spremenjeni obliki izdal Franjo Petrić pod naslovom Della mercatura et del mercante perfetto (prevod: O trgovini in o popolnem trgovcu). Prvotno besedilo, ki temelji na dveh prepisih iz leta 1484, je bilo objavljeno leta 1990 in šele takrat bi lahko v celoti ocenili pomen Kotruljevićevega dela.

## Zgodovina
Več zgodovinarjev kaže, da je rokopis, napisan leta 1458, najstarejši znani rokopis v sistemu dvostavnega knjigovodstva in je kot tak vsaj 36 let pred knjigo Luce Paciolija Summa de arithmetica. Splošno mnenje je, da je razlog, zakaj je Luca Pacioli (1445–1517) prejel priznanje za očeta računovodstva, ta, da je bilo Kotruljevićevo delo uradno objavljeno šele leta 1573. Italijansko različico je leta 1573 v Benetkah izdal Franciscus Patricius (Frane Petrić). Francoski prevod tega rokopisa je bil objavljen v Lyonu leta 1613 pod naslovom "Parfait négociant".
Zgodnji izvod Della mercatura e del mercante perfetto iz konca 15. stoletja je v Nacionalni knjižnici Malte. Druga zgodnja kopija je v Biblioteca Marciana v Benetkah. Obstaja še ena zgodnja kopija, ki je ohranjena v Narodni knjižnici St. Marka v Benetkah. Prvi angleški prevod Libro de l'arte de la mercatura (Knjiga o umetnosti trgovanja), ki sta ga uredila Carlo Carraro in Giovanni Favero, s predgovorom Nialla Fergusona, profesorja zgodovine na univerzi Harvard, je izšel pri založbi Palgrave. Macmillana leta 2017, ki temelji na kritični izdaji izvirnih rokopisov Vere Ribaudo, Univerza v Benetkah, ki jo je maja 2016 objavil Edizioni Cà Foscari, Benetke.

## Vsebina rokopisa
Rokopis vsebuje štiri knjige. Prva je o izvoru, obliki in bistvu trgovca. Druga govori o trgovčevi verski zavezanosti. Tretja so moralne vrline in politike. Četrta je upravljanje njegovega doma in družine ter njegove gospodarske zadeve.
V času nastanka rokopisa je trgovsko trgovanje veljalo za umetnost. »Popolni trgovec« je bil človek kulture, motiviran za dobro moralno vedenje in pošteno poslovanje z vsemi, ki jih je srečal. Moral je biti zelo občutljiv za lokalne interese v krajih, kjer je posloval. Moral je znati oceniti politične razmere in običajne zakone, da je lahko uspešno vodil svoje posle. Kotruljević je v svojem knjigovodskem in trgovskem priročniku zapisal, da mora biti trgovec ne samo knjigovodja-računovodja, ampak da mora biti tudi dober pisec in retorik in učen človek, ki se vedno obnaša diplomatsko.
Po Kotruljeviću je »popolni trgovec« nasprotje mornarjev in vojakov, ker so do teh določb veliko bolj naivni. Kotruljević je zapisal, da so izjemno neumni, ker se ob popivanju v gostilnah in nakupu kruha na tržnici obnašajo megalomansko in premalo diplomatsko.